# Shaylee
Shaylee Mary（シェイリー・マリー、旧アーティスト名：Shaylee）は、日本の女性シンガーソングライター、ボーカリスト、作詞家、作曲家。 

## 人物
鹿児島県で生まれ、長崎県で育つ。
5歳から13歳までピアノを習い、6歳から作曲を始め、即興で音楽を創る事が日常の趣味だった。2007年に上京、様々なジャンルのボイストレーニングを受けながら、自身でも発声法の研究を重ねる。2009年に女性アーティストの楽曲コンペティションに初めて応募したところ、楽曲が採用され(曲名不明）、作曲家(別名)としても活動。作詞の提供も行っている。
2011年の東日本大震災後、被災した友人が住む気仙沼市の被災した寺院で追悼コンサートに出演したのをきっかけに、より人の心の支えになれるような音楽を創りたいと志す。その後、被災地で曲創りをしながら、東北の地に花を植えるプロジェクトなど音楽以外の様々な復興応援活動に力を注ぎ、約2年半ほど東京から東北被災地に通い続けた。
2018年からは福島県田村市や浪江町を訪れ、様々な復興音楽イベントにも参加し、今でも現地の人たちへ思いを寄せている。2019年後半からはSDGsの活動にも興味を持ち、JICA横浜などのイベントライブにも参加。

## 来歴
歌い手としては、オリジナル曲の他にアイルランド・スコットランド民謡、賛美歌、童謡を主なレパートリーとし、世界の伝統曲を独自編曲で歌っている。大震災後の2012年、被災地の人たちへ送る曲として、初めて自身で編曲、動画サイトに投稿したスコットランド民謡『Auld Lang Syne』（蛍の光英語詞）や『広い河の岸辺』がYouTubeで徐々に注目を集める。
2015年、クラシック・ギター専門の老舗、現代ギター社企画による世界の民謡曲集CD、楽譜集『Traditional Songs』のボーカルに抜擢され、CDデビュー。アイルランド、スコットランド、イングランド、アメリカの伝統的な15曲をクラシック・ギタリスト/小関佳宏によるギター伴奏と共に収録。落ち着いて聴けるヒーリング・ミュージックと評判のCDが、首都圏内の病院や福祉施設でもリラックスBGMとして使用されている。11月より、作詞家森由里子、作曲家Frankie T.プロデュースによるニューエイジ系音楽ユニットSEIRIOSのボーカルとしても活動を開始。ユニットの活動としてテレビ東京系『開運!なんでも鑑定団』で2016年7月-9月に放送されたエンディング曲『碧の方舟』の歌唱を担当。
2016年6月に発売された小瀬村晶のアルバム『MOMENTARY: Memories of the Beginning』にゲストボーカルとして参加。『Promise with you』の英作詞、ボーカルを担当。
2018年11月末にサービス開始されたRPG『ファンタシースター』シリーズ30周年記念作品『イドラ ファンタシースターサーガ』の主題歌、ゲーム内OPテーマや挿入歌などを歌唱を担当。2019年4月、Shayleeは6トラック参加したサウンドトラックがダウンロード/ストリーミングサービスで発売。
2018年12月末に、作・編曲家寺嶋民哉と共に自身初の作詞・作曲によるオリジナル・アルバム1stアルバム『Light and Shadow』を共同プロデュース。
2019年夏公開の映画『二宮金次郎』のEDテーマを担当。サウンドプロデュース全般も寺嶋が手掛け、全国の市民会館や文化会館、学校などで長期にわたり公開が予定されている。
2019年10月、キングレコード所属ヴァイオリニスト式町水晶の2ndアルバム『希望への道』に収録されたデビュー曲『孤独の戦士』のボーカルバージョン『孤独の戦士~Flame of Heart~』のボーカルに抜擢され歌唱を担当。
2020年7月-9月にTOKYO MX他にて放送されたTVアニメ『モンスター娘のお医者さん』の第2話『水路街のマーメイド』にてマーメイドであるルララ・ハイネが歌った挿入歌『Water flows down passages』の歌唱担当。バンダイナムコアーツより10月7日に発売されたサウンドトラックアルバム『The music for monster girls』の1曲目に収録。

## 作品

### アルバム
| 発売日     | タイトル |
| ---------- | --- |
| 2015年3月  | 世界の民謡曲集アルバム『Traditional Songs』 1. The Last Rose of Summer（夏の名残りのバラ） 2. Danny Boy（ロンドンデリーの歌） 3. When the Saints Go Marching In（聖者の行進） 4. Aura Lee（オーラ・リー） 5. Beautiful Dreamer（夢路より） 6. My Bonnie Lies Over the Ocean（マイ・ボニー） 7. My Grand Father's Clock（大きな古時計） 8. My Old Kentucky Home（ケンタッキーの我が家） 9. Scarborough Fair（スカボロー・フェア） 10. Down by the Sally Garden（ダウン・バイ・ザ・サリー・ガーデンズ） 11. Auld Lang Syne（オールド・ラング・サイン） 12. The First Noel（牧人ひつじを） 13. Greensleeves（グリーンスリーブス） 14. Amazing Grace（アメイジング・グレイス） 15. The Water is Wide（広い河の岸辺） |
| 2018年12月 | オリジナル1stアルバム『Light and Shadow』 1. Distance 2. Alive 3. 目を閉じて 4. Light and Shadow(English) 5. My Life Again 6. Riven 7. Gift |

### 配信限定シングル
- 2015年12月『Auld Lang Syne（オールド・ラング・サイン）』
- 2019年3月『Climb Every Mountain』〜映画『サウンド・オブ・ミュージック』より〜
- 2020年6月 オリジナル曲『Your and My Flower』
- 2020年11月『Have Your self A Merry Little Christmas』

### 参加アルバム
- 2015年10月21日 癒しのコンピレーションBGMアルバム『Love』
  - オリジナル曲『Your and My Flower』収録。
- 2016年6月6日 小瀬村晶アルバム『MOMENTARY：Memories of the Beginning』にゲストボーカルとして『Promise with you』の英作詞とともにボーカルを担当。
- 2019年10月23日 式町水晶の2ndアルバム『希望への道』収録『孤独の戦士~Flame of Heart~ボーカルバージョン』にボーカルで参加。

## 出演

### 映画
- 2019年夏公開『二宮金次郎』のメインテーマ（ENDテーマ）を歌唱[1]。
- 2020年8月15日公開『劇場版 Fate/stay night [Heaven's Feel]第三章』で梶浦由記がサウンドプロデュースする劇中歌を担当。

### ドラマ
- 2020年10月18日より放送WOWOWプライム・ドラマW『セイレーンの懺悔』全4話でメインテーマなど劇中曲の歌唱を担当。サウンドトラック制作は富貴晴美。

### TV
- 2016年7月-9月、テレビ東京系「開運!なんでも鑑定団」エンディングテーマ曲『碧の方舟』のボーカル、コーラスを担当（SEIRIOS）。
- 2020年7月、TOKYO MX他放送TVアニメ『モンスター娘のお医者さん』の第2話『水路街のマーメイド』にてマーメイドのルララ・ハイネが歌った挿入歌『Water flows down passages[2]』を歌唱。

### ゲーム
- 2018年12月、セガ・スマートフォンゲームアプリ、ファンタシースターシリーズによる最新作、イドラ ファンタシースターサーガ主題歌、ゲーム内OPテーマ、挿入歌、ボイス歌唱を担当[3]。